# Protocolo de Ushuaia
El Protocolo de Ushuaia es un protocolo firmado el 24 de julio de 1998 en la ciudad argentina de Ushuaia por cuatro países miembros del Mercosur (Argentina, Brasil, Uruguay y Paraguay) y dos estados asociados (Bolivia y Chile) reafirmando el compromiso democrático entre los estados firmantes. Allí se estableció la «cláusula democrática» que determina la exclusión del bloque del país donde se quiebre el orden democrático, incluso aplicar sanciones comerciales o el cierre de fronteras.

## Historia
Los antecedentes del protocolo fueron la Declaración Presidencial de Las Leñas (Argentina) del 26 y 27 de junio de 1992 referida a que «la plena vigencia de las instituciones democráticas es condición indispensable para la existencia y desarrollo del Mercosur» y la Declaración Presidencial sobre Compromiso Democrático en el Mercosur, firmada el 25 de junio de 1996, «sobre el ejercicio efectivo de la democracia representativa y a la incompatibilidad de las alteraciones al orden democrático con la continuidad del proceso de integración con respecto al Estado miembro afectado». Esto se firmó debido a una crisis en Paraguay en ese año que afectó la continuidad institucional del gobierno paraguayo. En agosto del mismo año, los presidentes del Mercosur se reunieron en la Ciudad de San Luis (Argentina), donde firmaron un «compromiso democrático».
El 4 de agosto de 1999, el Congreso de la Nación Argentina sancionó la ley número 25.133, aprobando el protocolo de Ushuaia.
La Decisión CMC N.º 18/04 de 2004 estableció que los países de la ALADI interesados en asociarse al Mercosur deberán adherir al Protocolo de Ushuaia y a la Declaración Presidencial sobre Compromiso Democrático en el Mercosur. En 2007, mediante la Decisión CMC N.º 05/07, se creó el Observatorio de la Democracia del Mercosur (ODM), que entre sus objetivos debe «contribuir para el fortalecimiento de los objetivos del Protocolo de Ushuaia sobre Compromiso Democrático en el Mercosur».
La adhesión al Protocolo es una de las principales condiciones para la admisión de un país como miembro pleno del grupo. Además de los estados firmantes iniciales, Perú, Ecuador, Colombia y Venezuela también se han adherido al protocolo.
El 20 de diciembre de 2011 en la cumbre del Mercosur en Montevideo (Uruguay) se firmó el Protocolo de Ushuaia II, que hace referencia a las sanciones que se aplicarán «en caso de ruptura o amenaza del orden democrático» en uno de sus miembros. El gobierno de Paraguay no lo aceptó, ya que fue creado mientras ese país estaba suspendido.

### Aplicaciones
El 22 de junio de 2012, como respuesta al juicio político que removió al presidente de Paraguay Fernando Lugo, Brasil sugirió expulsar a Paraguay del bloque, mientras que Argentina retiró su embajador de Asunción. Finalmente, Paraguay fue suspendido tanto del Mercosur como de la Unasur. El 28 de junio de 2012 se decretó la suspensión de Paraguay en la injerencia de las decisiones del Mercosur hasta que fueran efectuadas las elecciones democráticas programadas para abril de 2013. El 13 de julio de 2013 se levantó la suspensión que había sido aplicada a Paraguay en cumplimiento del Protocolo de Ushuaia, sobre el compromiso democrático.
Miembros del Congreso de Paraguay se oponían a la adhesión de Venezuela como miembro pleno, ya que consideraban que el gobierno de Hugo Chávez no cumplía con los objetivos y condiciones del Protocolo de Ushuaia. Cuando fue elegido presidente de la Argentina en noviembre de 2015, Mauricio Macri anunció que aplicará el protocolo de Ushuaia en contra de Venezuela. La idea no prosperó por la oposición del resto de los países miembros.
Los cancilleres de los Estados miembros del Mercosur denunciaron el 1 de abril en Buenos Aires la "intromisión sistemática" del Tribunal Superior de Justicia venezolano en las competencias de la Asamblea Nacional. Los diplomáticos activaron la cláusula democrática por la "falta de separación de poderes" en el país.

## Características
El protocolo de Ushuaia, firmado en la reunión del consejo del Mercosur de julio de 1998, se reconoce que la vigencia de las instituciones democráticas «es condición indispensable para la existencia y desarrollo de los procesos de integración, y que toda alteración del orden democrático constituye un obstáculo inaceptable para la continuidad del proceso de integración regional». El Protocolo consiste en una reafirmación de los principios y objetivos del Tratado de Asunción, sus protocolos y de los acuerdos de integración celebrados entre el Mercosur y los estados asociados de Bolivia y Chile, además de ratificar la Declaración Presidencial sobre Compromiso Democrático.
El protocolo contempla «la ruptura del orden democrático» como causal de aplicación del mismo y del procedimiento establecido que consiste en un sistema de consultas entre los Estados miembros con el país afectado. A partir de allí se aplicarán medidas al estado afectado, como la suspensión del derecho a participar en los órganos del Mercosur, hasta la suspensión de los derechos y obligaciones emergentes de los Tratados Constitutivos, quedando a criterio del resto de los Estados miembros la graduación de las medidas, que deberán ser aplicadas por consenso. El cese de las medidas tendrá lugar solo cuando se haya restablecido el orden democrático en el país afectado.